# Robert Warren (rugbysta)
Robert Warren (ur. 4 września 1865 w hrabstwie Meath, zm. 19 listopada 1940 w Bray) – irlandzki rugbysta, reprezentant kraju, sędzia sportowy.
W latach 1885–1890 rozegrał czternaście spotkań dla irlandzkiej reprezentacji, prócz meczów w ramach Home Nations Championship wystąpił także przeciwko New Zealand Natives. Dziewięciokrotnie prowadził reprezentację kraju w roli kapitana, wygrywając dwa z tych pojedynków. Sędziował jedno ze spotkań podczas Home Nations Championship 1892.